# Gregers Otto Bruuns Begtrup
Gregers Otto Bruuns Begtrup (* 6. Oktober 1769; † 13. Mai 1841) war ein dänischer Agrarökonom.

## Leben
Begtrup studierte Theologie und legte das erste Examen ab. Anschließend studierte er Landwirtschaft. 1801 wurde er Professor für Agrarökonomie an der Universität Kopenhagen.